# Greenomyia flavicoxa
Greenomyia flavicoxa är en tvåvingeart som beskrevs av Lastovka och Loïc Matile 1974. Greenomyia flavicoxa ingår i släktet Greenomyia och familjen svampmyggor. Inga underarter finns listade i Catalogue of Life.